# Rochester, Kent
Rochester este un oraș în cadrul autorității unitare Medway în comitatul Kent, regiunea South East, Anglia. 